# Церковь иконы Божией Матери Знамение (Ярославль)
Церковь иконы Божией Матери Знамение — надвратный православный храм в историческом центре Ярославля, построенный при Власьевской крепостной башне. Основан в 1861 году на месте часовни в честь иконы Знамение Божией Матери, написанной на стене башни в XVII веке.

## История

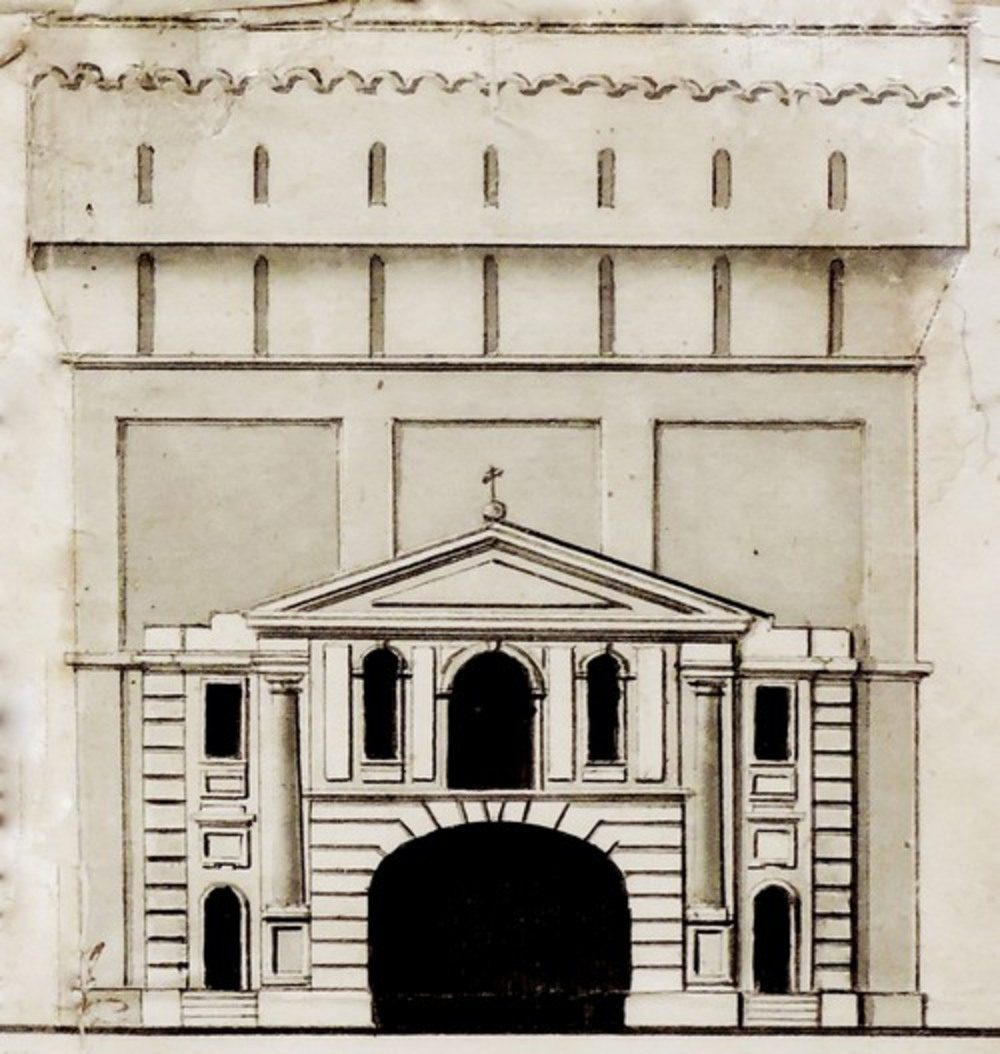
Часовня в конце XVIII века

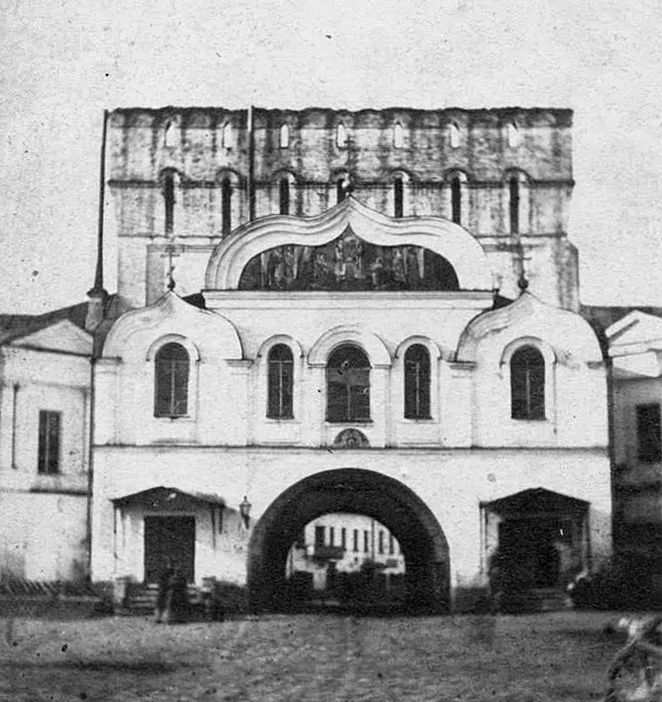
Храм в 1880 году

Образ Знамение Божией Матери был написан над воротами на восточной стене Власьевской башни Земляного города при её сооружении в 1660 году. Он олицетворял небесное покровительство и заступничество городу. Проходя и проезжая этими воротами, ярославцы знаменовали себя крестным знамением и молились пред этим святым изображением. По преданию, к образу Богоматери Знамение сначала была сделана деревянная лестница с площадкой, а затем к стене башни пристроили небольшую деревянную часовню «на столбах», где «всегда неугасимая свеща стоит». Часовня принадлежала находившейся поблизости Власьевской церкви. В день празднования этой иконе 27 ноября служили всенощное бдение.
В 1736 году часовню передали Афанасьевскому монастырю по просьбе игумена Ионы. Причиной послужила нехватка средств у обители, вследствие чего архиепископ Иоаким распорядился: «У образа Знамения Божьей Матери, что на башне Власьевских врат, отправлять молебны ярославского Афанасьевского монастыря иеромонахам и все подаяния, к этому образу бываемые, употреблять в пользу того монастыря».
В 1779 году вместо деревянной возвели каменную часовню. В 1850-м старанием настоятеля Афанасьевского монастыря Иннокентия часовню расширили и украсили внутри живописью.
В 1861 году на средства Арсения Ивановича Оловянишникова на месте часовни был возведён каменный храм, освящённый во имя иконы Знамения Богоматери. Храм остался приписным к Афанасьевскому монастырю. Уже вскоре церковь стала слишком тесна для приходивших помолиться у образа богомольцев.
В 1896 викарий Иоанникий составил и согласовал с Городской думой план по расширению храма на 6,4 м в длину и на 8 м в высоту. Работы были начаты в апреле 1897 года, и уже 21 декабря новый храм был освящён преосвященным Иоанникием. Чтимый образ Знамения Богоматери остался на прежнем месте. На храме возвели одну главу с позлащёнными куполом и крестом. Восточную наружную сторона храма украсили масляными клеймами с изображением Господа Саваофа, окружённого херувимами и серафимами. Вместо прежнего тесного святого алтаря устроены совершенно заново два святых алтаря с новыми же иконостасами и одним Святым престолом, обращённые на запад так, что написанная на стене икона Знамения Божией Матери находится между алтарями.
Работы по переустройству обошлись почти в 30 тысяч рублей, из них 15 тысяч пошло на украшение образа Богоматери Знамение «богатой серебряной ризой, осыпанной крупным жемчугом с помещением в некоторых местах мелких алмазов и бриллиантов. Вокруг ризы в виде каймы сделано украшение из разных дорогих камней. К образу привешен дорогой бархатный завес, шитый золотом, с семью золотыми кистями изящной работы». Все работы в храме осуществлялись по проекту архитектора Александра Никифорова.

### Советское время
В марте 1920 года Знаменский храм был разграблен представителями советской власти — были вывезены ризы, лампады, кадила, священные сосуды и другие ценности. Летом того же года советский Губисполком отобрал у приходской общины и сам храм и передал его обновленцам.
В январе 1930 года обновленческий епископ Софония (Яскевич), узнав о планах советских властей снести Знаменскую церковь, обратился в местный отдел Главнауки с просьбой поставить на учёт икону Божией Матери Знамение как археологическую древность. Заведующий ярославским отделением Центральных реставрационных мастерских Демьянов ответил: «Мастерские взяли курс на сборку всех древних ценных культурных вещей по округу для реставрации и реализации их через Госторг за границу и никаких хранений на местах (особенно у попов) допускать не намерены. Считая фреску второстепенной по значению, мастерские просят горсовет ходатайствовать пред Окрисполкомом о разборке Знаменской часовни. Резолюция: вопрос решён на президиуме, и Знаменская часовня передана Кустшвею».
Вскоре по указанию советских властей чудотворный образ Богоматери Знамение был сбит со стены, а 8 марта 1932 год церковь была отобрана у обновленческой общины и закрыта. В ней разместили склад, затем культбазу Ярпищеторга, с 1942 года по 1980 год — кинотеатр «Луч», затем здание пустовало, и в 1990 года его передали киностудии «Юность».
В 1990—1991 годах были проведены реставрационные работы под руководством архитектора-реставратора Семёна Новикова. В конце 1991 года восстановлена церковная глава.

## Современное состояние
В 2014 году Знаменский храм был возвращён Русской православной церкви. 6 января 2015 года была проведена первая служба.
С 2015 года церковь стала приходской. При храме действует молодёжное объединение. С 2017 года при храме открыт молодёжный хор и воскресная группа для детей.
Настоятелем храма с 2014 года по 2022 год служил иерей Иоанн (Янис Тераудс) С октября 2022 года настоятелем храма является иерей Николай Котко.

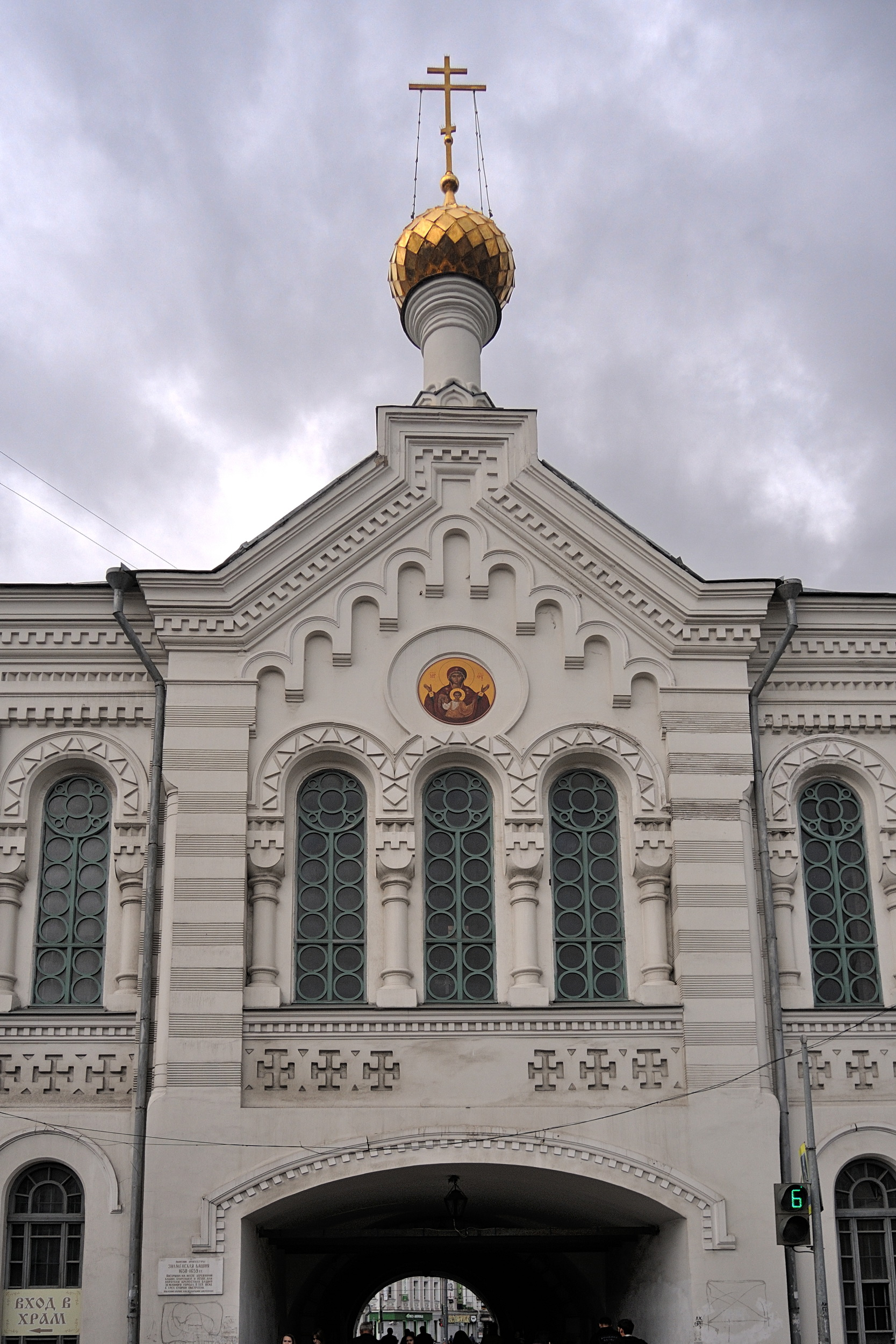
Храм в 2017 году
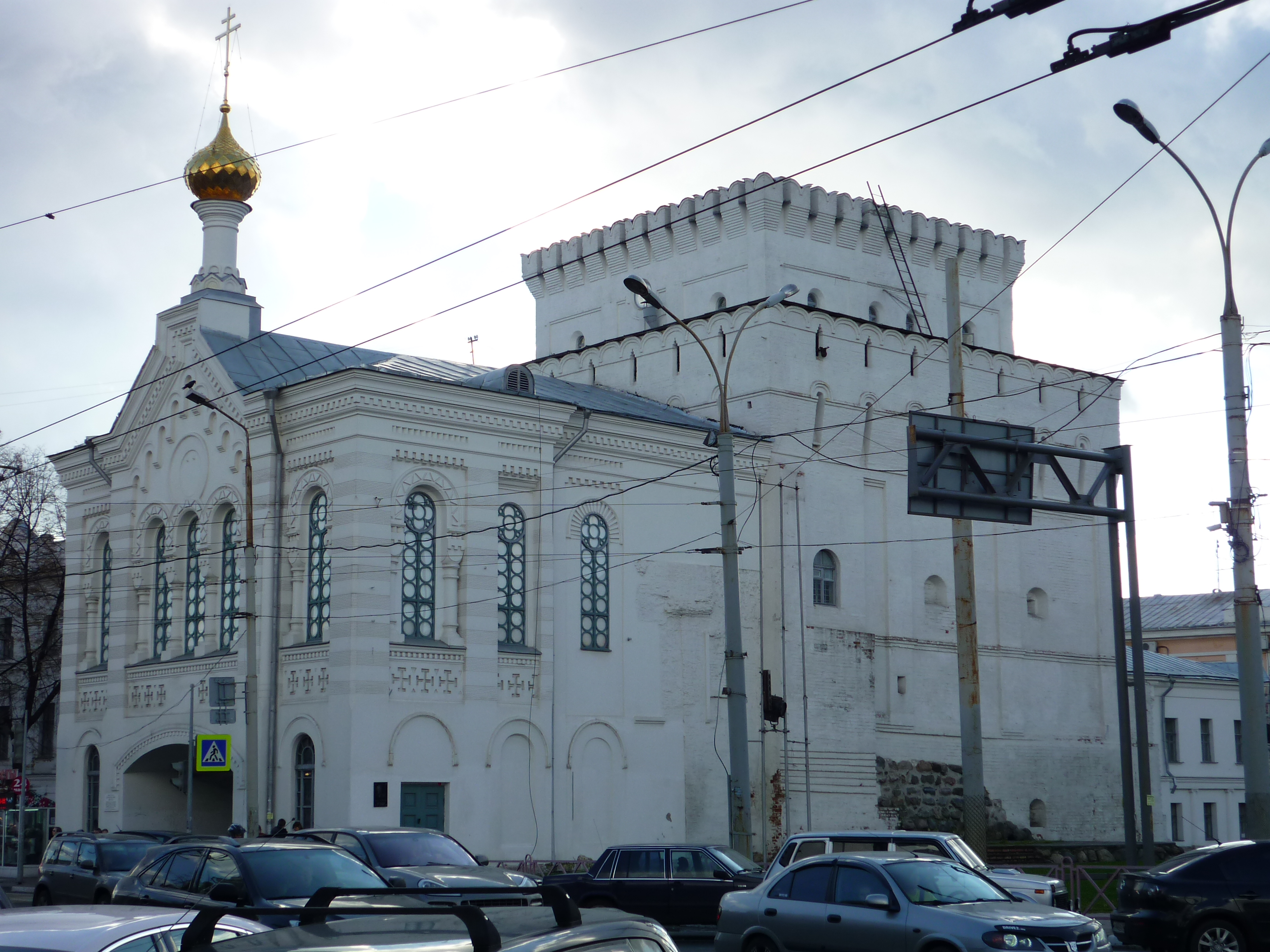
Вид с севера
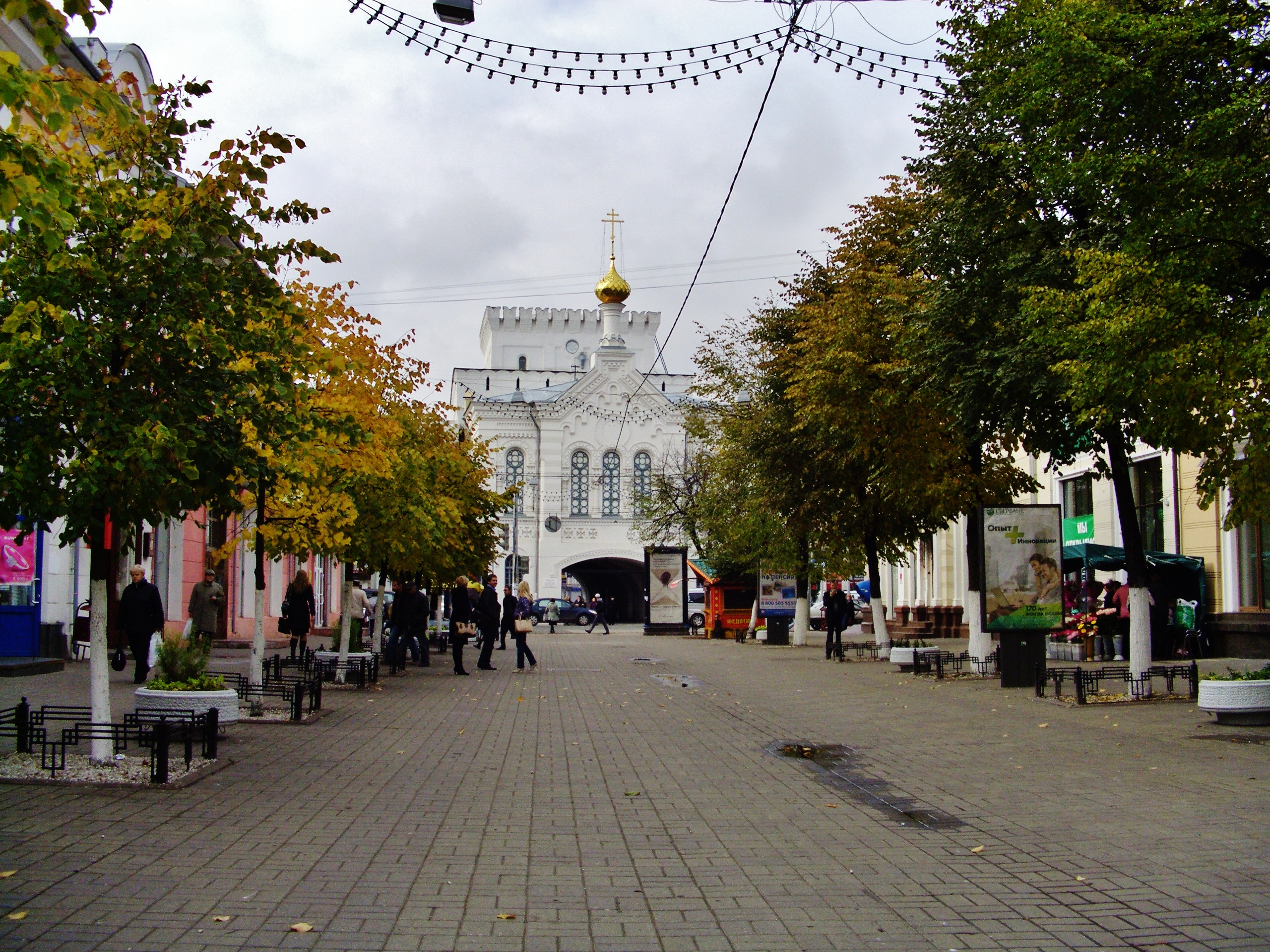
Вид с востока
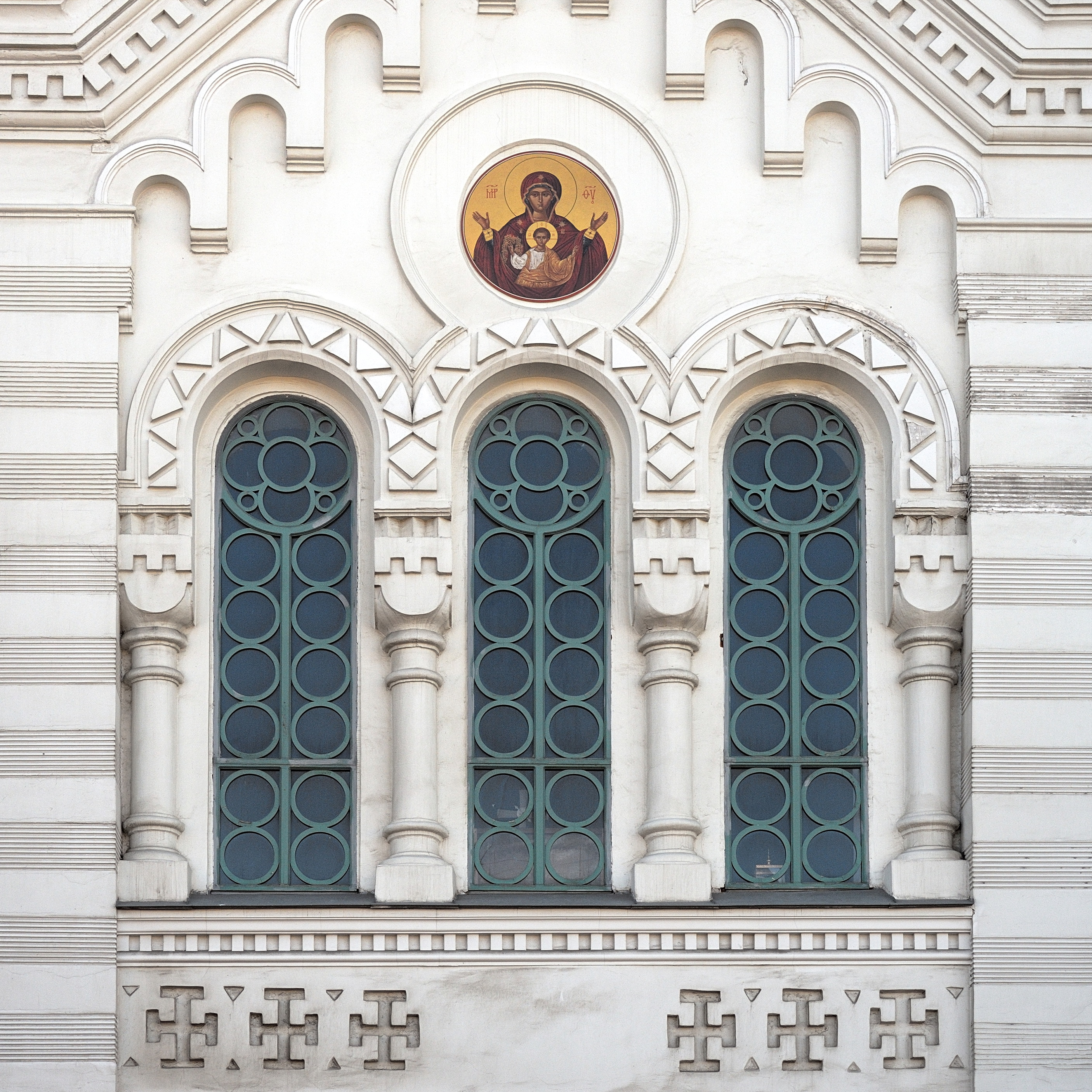
Витражные окна